# Movimiento estudiantil de la UAQ (2022)
El movimiento estudiantil de la UAQ de 2022 dio inicio el 29 de septiembre de 2022 con las protestas de la Facultad de Ciencias Políticas y Sociales (FCPyS) en Centro Universitario en las que se reclamaba la inacción de las autoridades universitarias frente a los casos de violencia de género en la Universidad. Ese mismo día, estudiantes de diferentes Facultades se sumaron a los reclamos para posteriormente entablar el inicio de un paro de actividades indefinido al siguiente día.
Durante el paro de actividades, el movimiento se organizó en el colectivo llamado Facultades Unidas, mismo que contó con un Comité de Redacción del pliego petitorio con representación de todas las Facultades y Campus de la Universidad. Tras ocho días de haber iniciado el movimiento, el Comité de Redacción presentó el pliego petitorio ante la comunidad estudiantil para su legitimación y seis días después fue presentado ante la sociedad civil.
Se trata del paro de actividades más largo de la historia de la UAQ producido por un movimiento estudiantil, seguido del movimiento estudiantil de 1980 en apoyo a la Escuela Normal del Estado y del movimiento estudiantil de 1958 por la autonomía. Tiene la característica de no ser convocado durante periodo de vacaciones como el segundo mencionado, no haber sido autorizado por el H. Consejo Universitario como el tercero y no contar con la participación de la Federación de Estudiantes Universitarios de Querétaro (FEUQ).

## Contexto
Para 2021, la UAQ era una de las 18 universidades públicas que contaba con un protocolo de actuación en casos de violencia de género, mismo que ha tenido una actualización. Hasta 2022 se presentaron más de 300 denuncias por violencia de género en la Unidad de Atención de Violencia de Género (UAVIG).
Dentro de las principales causas que ocasionaron el estallido del movimiento estudiantil se encuentran:
- El asesinato de la joven cineasta Valentina Vázquez por parte su expareja, un estudiante de la Facultad de Psicología de la UAQ en el Centro Histórico de Querétaro el 5 de septiembre de 2022.[7] Dicho suceso conmocionó a la comunidad estudiantil, misma que llevó a cabo un memorial en las instalaciones de la Universidad.[8]
- Las medidas cautelares tomadas en un caso específico de la Unidad de Atención de Violencia de Género (UAVIG) en donde se cambió de turno a un estudiante luego de ser denunciado por otra estudiante por una presunta amenaza de agresión. Tal decisión fue el detonante de las protestas llevadas a cabo por la Facultad de Ciencias Políticas y Sociales (FCPyS) que terminarían en el paro estudiantil.[9]